# جونكو مياشيتا
جونكو مياشيتا (باليابانية: 宮下順子) هي ممثلة يابانية، ولدت في 29 يناير 1949 في اليابان.

## وصلات خارجية
- جونكو مياشيتا على موقع IMDb (الإنجليزية)
- جونكو مياشيتا على موقع ألو سيني (الفرنسية)
- جونكو مياشيتا على موقع ميوزك برينز (الإنجليزية)
- جونكو مياشيتا على موقع أول موفي (الإنجليزية)
- جونكو مياشيتا على موقع قاعدة بيانات الأفلام السويدية (السويدية)
- جونكو مياشيتا على موقع قاعدة بيانات الفيلم (الإنجليزية)
- جونكو مياشيتا على موقع كينوبويسك (الروسية)